# Paracoccus diversus
Paracoccus diversus är en insektsart som först beskrevs av De Lotto 1961.  Paracoccus diversus ingår i släktet Paracoccus och familjen ullsköldlöss. Inga underarter finns listade i Catalogue of Life.